# Аутолик (Дејмахов син)
Аутолик (грч. Αὐτόλυκος) је био тесалијски принц, син краља Дејмаха.

## Легенда
Аутолик се заједно са својом браћом придружио Хераклу у његовој експедицији против Амазонке али пошто су залутали живели су у Синопи све док се нису придружили експедицији Аргонаута. Аутолик се касније сматрао оснивачем Синопе где су га обожавали као Бога и где је имао пророчиште. Након освајања Синопе од стране Римљана, његову статуу је одатле Луције Лициније Лукул Млађи пренео у Рим. Гај Јулијус Хигиније их је помешао са Фриксовим синовима: Аргом, Мелом, Фронтисом и Цилиндром које су такође спасили Аргонаути на острву Дија.